# 南アルプスビッグステージ

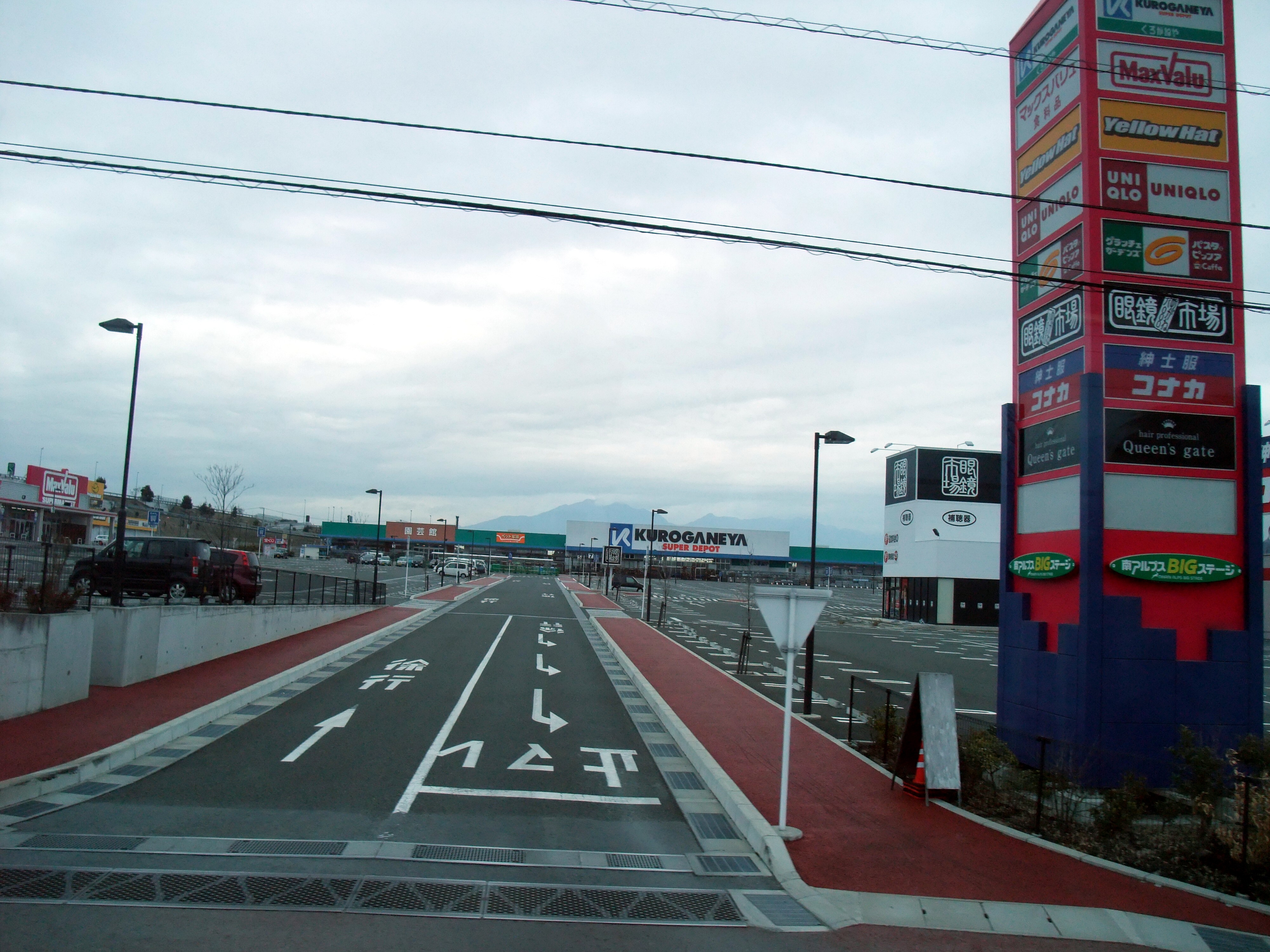
南アルプスビッグステージ

南アルプスビッグステージ（みなみアルプスビッグステージ）は山梨県南アルプス市にあるショッピングセンターである。

## 概要
中部横断自動車道白根ICと国道52号（甲西道路）、アルプス通りに囲まれる方で立地している。
開店当初はストア型の多かった山梨県内において珍しいネイバーフィド型（NSC）ショッピングモールである。

## 店舗一覧
- DCM南アルプス店（ホームセンター、売場面積約10,000m2）[注釈 1]
- ザ・ビッグ白根店（スーパーマーケット、売場面積約3,300m2）[注釈 2]
- 眼鏡市場南アルプス白根店（メガネ・コンタクトレンズ専門店、売場面積非公開）
- イエローハット白根インター店（カー用品店、売場面積非公開）
- ケーズデンキ南アルプス店（電化製品）
- ダイソー南アルプスビッグステージ店（100円ショップ）
- グラッチェガーデンズ山梨南アルプス店（ファミレス）

## アクセス
- 中部横断自動車道白根IC西隣
- 甲府市街地から車で15分（アルプス通り直進）
- 中央高速バス身延線白根IC西下車徒歩1分
- 山梨交通42・47系統「徳洲会病院入口」停留所から徒歩5分。JR中央線・身延線甲府駅から42西野経由小笠原下仲町行（、47西野経由鰍沢営業所行）バスで約30分。）
- 南アルプス市コミュニティバス芦安線、八田・白根線、櫛形線、八田・若草線、八田・甲西線「ビッグステージ南」停留所から徒歩約3分。（JR中央線竜王駅から東花輪駅行バスで約30分。JR身延線東花輪駅から竜王駅行バスで約40分。）